# James Fifer

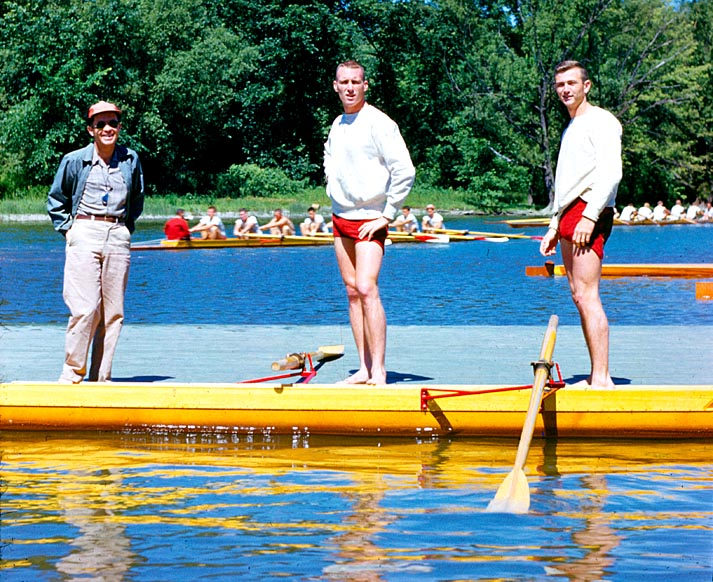
V. l. n. r. James Beggs, Duvall Hecht und James Fifer

James „Jim“ Thomas Fifer (* 14. Juli 1930 in Tacoma; † 7. Juni 1986 in Seattle) war ein US-amerikanischer Ruderer und Olympiasieger.
James Fifer und Duvall Hecht nahmen zusammen mit Steuermann James Beggs an den Olympischen Spielen 1952 teil. Sie gewannen den dritten Vorlauf in der Bootsklasse Zweier mit Steuermann, belegten den vierten Platz im zweiten Semifinale und schieden im Hoffnungslauf gegen die späteren Gewinner der Silbermedaille aus Deutschland aus.
Vier Jahre später traten der 1,86 m große Fifer und der 1,88 m große Hecht im Zweier ohne Steuermann an. Die beiden konnten sich bei den US-Trials gegen die Olympiasieger von 1952 Thomas Price und Charles Logg durchsetzen. Bei den Olympischen Spielen 1956 siegten Fifer und Hecht in Vorlauf und Halbfinale jeweils mit über zehn Sekunden Vorsprung. Das Finale gewannen die beiden Amerikaner die Goldmedaille mit achteinhalb Sekunden Vorsprung vor dem sowjetischen Zweier.